# Stictonanus
Stictonanus is een geslacht van spinnen uit de familie hangmatspinnen (Linyphiidae). 

## Soorten
De volgende soorten zijn bij het geslacht ingedeeld:
- Stictonanus exiguus Millidge, 1991
- Stictonanus paucus Millidge, 1991